# Bolesław Danilczuk
Bolesław Danilczuk (ur. 1 stycznia 1928 w Różance, zm. 7 stycznia 1973 w Toruniu) – polski historyk ruchu robotniczego.

## Życiorys
Absolwent UMK w Toruniu (doktorat 1960 - Ruch robotniczy w Wielkopolsce 1871-1914). Od 1961 wykładowca, od 1970 docent UMK. Zajmował się dziejami partii robotniczych na terenie Wielkopolski.

## Wybrane publikacje
- Ruch robotniczy w Wielkopolsce (1908-1918), Toruń 1957.
- Z historii kształtowania się ideologii ruchu chrześcijańsko-społecznego w Niemczech w okresie kapitalizmu (do 1903 r.), Warszawa 1960.
- Ruch robotniczy w Wielkopolsce 1871-1914, Toruń: Wydawnictwo Uniwersytetu Mikołaja Kopernika, 1961.
- Działalność SPD i PPS zaboru pruskiego w Poznańskiem w latach 1891-1914, Toruń: Towarzystwo Naukowe - Łódź: Państwowe Wydawnictwo Naukowe. Oddział 1962.
- (współautor), Dzieje Chełmna i jego regionu: zarys monograficzny, Toruń - Poznań: Państwowe Wydawnictwo Naukowe: na zlec. Prezydium Rady Narodowej w Chełmnie 1968.